# Campolon
Campolon war ein Anfang der 1930er Jahre von der Bayer AG eingeführtes Medikament zur Behandlung der perniziösen Anämie. Es basierte auf einem gereinigten Wasserextrakt aus Lebern von Schlachttieren, der mittels Druckpressung von zerkleinertem Lebergewebe mit anschließender Filtration und Entfernung der Eiweißbestandteile gewonnen wurde. Entwickelt und patentiert wurde das Herstellungsverfahren durch den Tübinger Hämatologen Max Gänsslen. Die Entwicklung von Campolon beruhte auf der Beobachtung, dass eine auch als Leberdiät bezeichnete regelmäßige Ernährung mit roher Leber oder mit Speisen aus Leber bei vielen Patienten zu einer Besserung der mit der perniziösen Anämie einhergehenden Symptome führte. Von Nachteil bei dieser Form der Behandlung waren allerdings die Abneigung vieler Patienten gegenüber der täglichen Einnahme von Lebergerichten sowie der große Bedarf an Lebern aus Nutztieren, die für jeden einzelnen Patienten benötigt wurden. Darüber hinaus unterlag die Resorption der therapeutisch wirksamen Bestandteile aus der Leber im Rahmen der Verdauung großen Schwankungen, wodurch die Therapie erschwert wurde. Auch das Frischhalten der notwendigen Lebermengen bis zur Zubereitung war teilweise problematisch. Ziel von Max Gänsslen war daher die Herstellung eines auf Leberextrakten basierenden Mittels, das durch Injektionen verabreicht werden konnte und eine standardisierte Wirksamkeit aufwies.
Vorherige Versuche anderer Wissenschaftler, ein solches Präparat zu entwickeln, führten aufgrund von starken Nebenwirkungen, insbesondere von allergischen Reaktionen bei unzureichend gereinigten Präparaten, nicht oder nur teilweise zum Erfolg. Der von Max Gänsslen 1930 beschriebene und später von der Bayer AG unter dem Namen „Campolon“ kommerziell vertriebene Extrakt, der intramuskulär injiziert wurde, war demgegenüber gut verträglich und bei nahezu allen behandelten Patienten hoch wirksam. Die für die Herstellung einer Tagesdosis des Präparats benötigte Menge an Frischleber betrug etwa fünf Gramm und war damit deutlich geringer als der Tagesbedarf von 300 bis 600 Gramm Leber bei der herkömmlichen Therapie. Campolon war darüber hinaus auch von Nutzen bei Patienten, bei denen die Leberdiät nicht oder nur unzureichend wirkte. Damit stellte es das erste kommerziell hergestellte Medikament zur erfolgreichen Therapie der perniziösen Anämie dar, in Europa entwickelte es sich bereits wenige Jahre nach der Markteinführung zur führenden Behandlungsmethode für diese Erkrankung. Es erwies sich später auch bei einigen anderen Anämieformen sowie bei der funikulären Spinalerkrankung als wirksam und blieb bis etwa 1970 auf dem Markt. Nach dem Zweiten Weltkrieg wurde darüber hinaus insbesondere in der Sowjetunion auch die Anwendung bei Leberzirrhose, Tuberkulose und chronischer Hepatitis untersucht. Der wirksame Hauptbestandteil von Campolon war Vitamin B12.